# 李长雅
李长雅（?—?），辽东郡襄平人。祖父李弼，北周太师。父亲李纶。
李长雅娶隋文帝之女襄國公主，承袭父亲李纶的爵位，为河阳郡公。开皇初年，李长雅拜将军、散骑常侍，历任内史侍郎、河州刺史、检校秦州总管。